# Balbino
Decimo Celio Calvino Balbino (latino: Decimus Caelius Calvinus Balbinus; 178 – Roma, 29 luglio 238) è stato un imperatore romano, in carica dall'aprile al luglio del 238, assieme al collega Pupieno.

## Biografia

### Origini e carriera
Non sono note molte informazioni su Balbino riguardo al periodo antecedente l'ascesa al trono imperiale. È stato ipotizzato discendesse da Publio Celio Balbino Vibullo Pio, console ordinario nel 137. Patrizio di nascita, fu il figlio, naturale o adottato, di Celio Calvino, legato in Cappadocia nel 184.
Secondo Erodiano, Balbino era stato un governatore di province, ma la lista delle sette province contenuta nella Historia Augusta, così come il proconsolato d'Asia e d'Africa riferiti dalla stessa fonte, è probabilmente un falso.
Fu console per due volte: il primo incarico fu di console suffetto, probabilmente intorno al 200; il secondo fu il consolato ordinario con Caracalla nel 213, che rende plausibile il godimento da parte di Balbino del favore dell'imperatore.

### Regno
Quando Gordiano I e Gordiano II vennero proclamati imperatori in Africa, il Senato romano nominò una commissione di venti uomini, incluso Balbino, per coordinare le azioni contro l'imperatore in carica Massimino il Trace. Giunta la notizia della sconfitta e morte dei Gordiani per mano di un governatore fedele a Massimino, Capeliano, il Senato elesse Balbino e Pupieno imperatori. I senatori, riuniti nel Tempio di Giove Capitolino, vennero assaliti dalla folla, che richiedeva l'elezione al trono di un parente dei Gordiani; dopo aver tentato inutilmente di lasciare il tempio con una scorta armata, i due imperatori elevarono al rango di cesare il giovane Gordiano III, nipote di Gordiano I.
All'epoca Balbino aveva circa sessant'anni: l'essere un senatore anziano, ricco e con le giuste conoscenze gli liberò la strada per il soglio imperiale. Mentre a Pupieno, più esperto militarmente, furono affidati gli eserciti; egli, quindi, si mise subito in marcia verso Ravenna per andare incontro a Massimino che veniva da nord, Balbino rimase a Roma. Qui la situazione si fece molto difficile quando due soldati vennero uccisi nel Senato dai senatori Gallicano e Mecenate. Il popolo si schierò contro la stessa guardia pretoriana, che poco dopo ne fece strage, tanto che buona parte della città fu data alle fiamme. Alla morte di Massimino la folla festante, ricevute le teste del tiranno e del figlio, si riunì nel Circo Massimo, per tributare i dovuti ringraziamenti al nuovo co-Augusto Balbino.
Le fonti affermano che, dopo il suo ritorno dalla vittoriosa campagna contro Massimino, Pupieno iniziò a sospettare che Balbino si volesse sbarazzare di lui, e poco dopo iniziarono a vivere in parti differenti del palazzo imperiale. La Guardia pretoriana era insoddisfatta dei due senatori, di estrazione e nomina senatoriale; i pretoriani temevano inoltre di essere sciolti e sostituiti dalla guardia germanica di Pupieno: decisero allora di attaccare il palazzo e rovesciare gli imperatori. Pupieno cercò di convincere Balbino di ricorrere alla guardia germanica, ma Balbino, diffidente, rifiutò, sospettando un tranello; ne seguì un violento alterco, interrotto solo dall'arrivo dei pretoriani, che portarono i due imperatori al proprio campo e li uccisero, proclamando Gordiano III augusto.